# Jens Christian Christensen

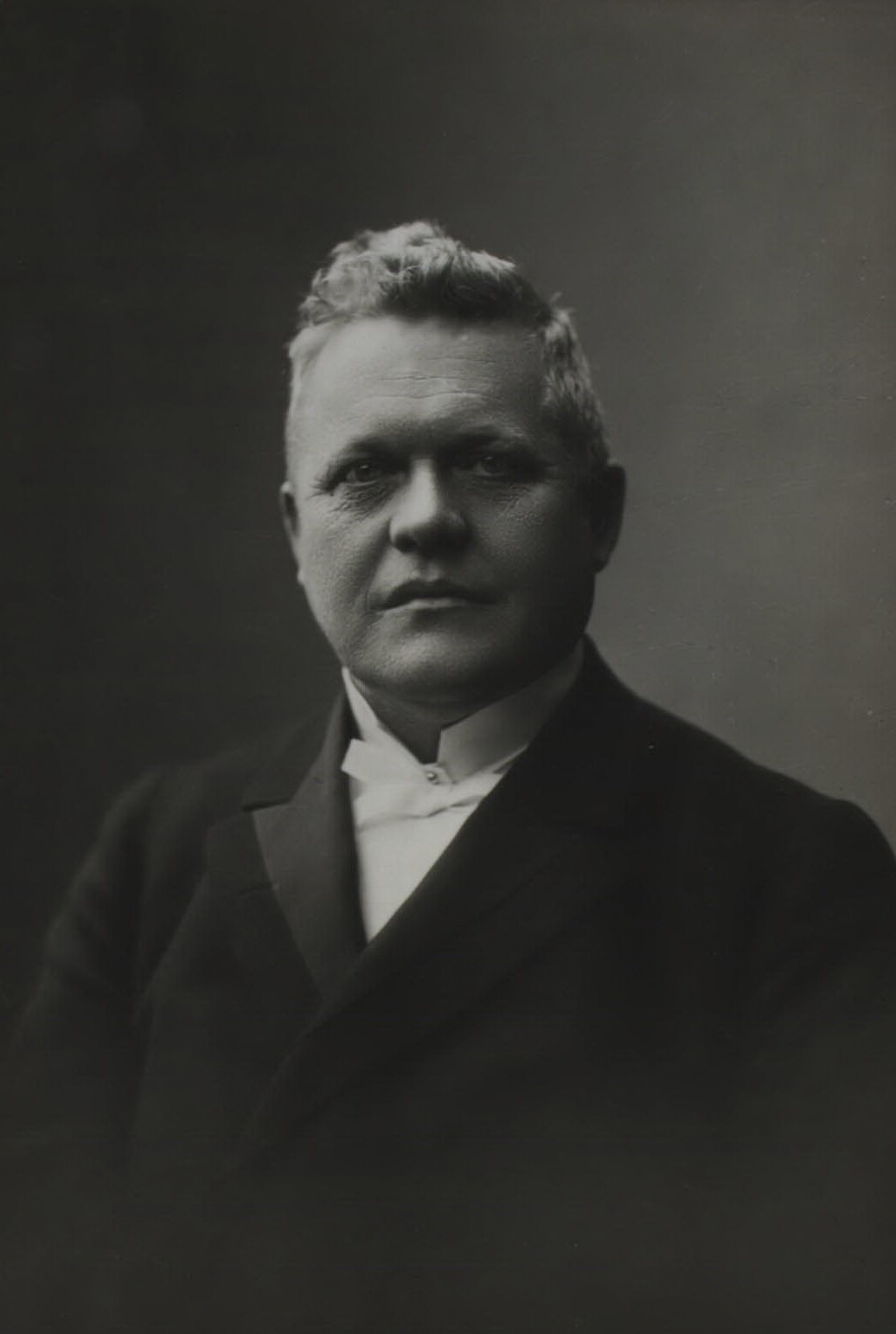
Jens Christian Christensen.

Jens Christian Christensen (Påbøl, 21 november 1856 - Hee, 19 december 1930) was een Deens liberaal politicus en eerste minister.

## Levensloop
Als zoon van kleine boeren moest Christensen reeds in zijn kindertijd als veehoeder mee in het levensonderhoud van zijn familie voorzien. Later volgde hij een opleiding als leraar, waarna hij enkele jaren in het onderwijs stond.
Al op jonge leeftijd werd hij politiek actief voor de liberale partij Venstre, de partij waarvoor hij in 1890 voor de kieskring Ringkøbing in de Folketing werd verkozen, waar hij tot 1924 bleef zetelen. Na het overlijden van Christen Berg werd Christensen op 28 november 1891 verkozen tot voorzitter van de hervormingsgezinde parlementaire groep. In 1895 was hij een van de oprichters van de Liberale Hervormingspartij (Venstrereformpartiet), een afscheiding van Venstre, waarvan hij de voorzitter werd. In die functie was hij een van de toonaangevende leiders van de oppositie tegen de conservatieve regeringen.
Na de verkiezingsoverwinning van Venstre en de met haar verbonden partijen bij de parlementsverkiezingen van 1901, werd Christensen op 24 juli 1901 minister van Geloofszaken in de regering van Johan Henrik Deuntzer. In dat ambt voerde hij een landelijk onderwijssysteem voor dorpsscholen in. Op 14 januari 1905 werd hij door koning Christiaan IX tot Deuntzers opvolger als voorzitter van de ministerraad benoemd. Tijdens zijn ambtsperiode, die op 11 oktober 1908 ten einde kwam, was hij eveneens minister van Defensie. Onder zijn premierschap werd het vrouwenstemrecht ingevoerd, zij het enkel voor de gemeenteraadsverkiezingen. Daarnaast probeerde hij als minister van Defensie verschillende problemen in het leger op te lossen. Op partijpolitiek vlak zette hij zich in voor de hereniging van de Liberale Partij, zonder daar evenwel de Links-Liberale Partij (Radikale Venstre) van Carl Theodor Zahle bij te betrekken. Op 11 oktober 1908 viel zijn regering door een corruptieschandaal rond minister van Justitie Peter Adler Alberti, waarna minister van Financiën Niels Neergaard tot nieuwe regeringsleider werd benoemd. De volgende jaren speelde Christensen geen grote politieke rol. Niettemin was hij van 16 augustus tot 18 oktober 1909 korte tijd minister van Defensie in het kabinet van Ludvig Holstein-Ledreborg.
Op 15 maart 1912 verkreeg hij weer een belangrijke politieke functie; hij werd namelijk tot voorzitter van de Folketing verkozen, een ambt dat hij uitoefende tot en met 13 juni 1913. Op 30 september 1916 werd hij in het kabinet van Carl Theodor Zahle minister Zonder Portefeuille, wat hij bleef tot 18 januari 1918. Ten slotte was Christensen van 5 mei 1920 tot 15 augustus 1922 minister van Kerkelijke Zaken in het tweede kabinet van Niels Neergaard. Na zijn parlementaire carrière zette hij zich nog in voor de ontginning van de venen in Jutland. 
- Bibliothèque nationale de France: cb16609094c (data)
- Gemeinsame Normdatei: 119196875
- International Standard Name Identifier: 0000 0000 5364 9349
- Library of Congress Control Number: n93119344
- Nederlandse Thesaurus van Auteursnamen: 298149443
- LIBRIS: 304241
- Virtual International Authority File: 13112624
- WorldCat: E39PBJc3DDhKJfjf7KyWB4mw4q